# Subdiviziunile Armeniei
Armenia este împărțită teritorial în 11 diviziuni administrative. Dintre acestea, zece sunt provincii, cunoscute ca marzer (մարզեր) sau singular marz (մարզ). Erevan este tratat separat, având un statul administrativ special (este capitala statului).

## Subdiviziuni de nivelul I
Următorul tabel conține date despre populația, suprafața și densitatea provinciilor din Armenia. 
| Provincia             | Populația (2011) | %     | Suprafața (km2) | Densitatea | Comunități urbane | Comunități rurale | Capitala     |
| --------------------- | ---------------- | ----- | --------------- | ---------- | ----------------- | ----------------- | ------------ |
| Provincia Aragatsotn  | 132,925          | 4.4%  | 2,756           | 48/km2     | 3                 | 111               | Ashtarak     |
| Provincia Ararat      | 260,367          | 8.6%  | 2,090           | 125/km2    | 4                 | 93                | Artashat     |
| Provincia Armavir     | 265,770          | 8.8%  | 1,242           | 214/km2    | 3                 | 94                | Armavir      |
| Provincia Gegharkunik | 235,075          | 7.8%  | 5,349           | 44/km2     | 5                 | 87                | Gavar        |
| Provincia Kotayk      | 254,397          | 8.4%  | 2,086           | 122/km2    | 7                 | 60                | Hrazdan      |
| Provincia Lori        | 235,537          | 7.8%  | 3,799           | 62/km2     | 8                 | 105               | Vanadzor     |
| Provincia Shirak      | 251,941          | 8.3%  | 2,680           | 94/km2     | 3                 | 116               | Gyumri       |
| Provincia Syunik      | 141,771          | 4.7%  | 4,506           | 32/km2     | 7                 | 102               | Kapan        |
| Provincia Tavush      | 128,609          | 4.3%  | 2,704           | 48/km2     | 5                 | 57                | Ijevan       |
| Provincia Vayots Dzor | 52,324           | 1.7%  | 2,308           | 23/km2     | 3                 | 41                | Yeghegnadzor |
| Erevan                | 1,060,138        | 35.1% | 223             | 4754/km2   | 1                 | n/a               | n/a          |